# 拉蒙·德克斯

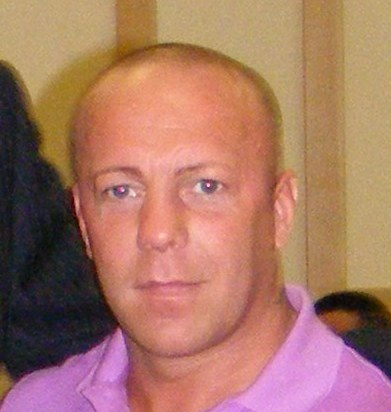
拉蒙·德克斯

拉蒙·德克斯（荷蘭語：Ramon Dekkers，1969年9月4日—2013年2月27日），綽號鑽石（The Diamond），生於尼德兰北布拉班特省布雷達，前自由搏击選手，曾獲八屆泰拳世界冠軍，是首位在泰國獲得「年度最佳泰拳鬥士」頭銜的外國人。

## 生平
拉蒙·德克斯在12歲時開始學習武術。最早曾學習柔道，後改練拳擊。他跟隨Cor Hemmers學習泰拳。
於2006年退休。在布雷達擔任泰拳教練。

## 外部連結
- 拉蒙·德克斯官方首頁 （页面存档备份，存于）